# Separation (Genetik)
Separation ist die zufällige Auftrennung des Genpools einer ursprünglich zusammenhängenden Population – durch äußere Einflüsse, wie z. B. Eiszeiten oder Kontinentaldrift – in Teil-Populationen, zwischen denen der Genfluss unterbrochen ist.

## Verwechslung mit Isolation
Die Separation wird oft mit der Isolation gleichgesetzt, was falsch ist, da beide Begriffe unterschiedliche Szenarien beschreiben. So beschreiben beide Wörter zwar eine Unterbindung des Genflusses zwischen zwei Populationen, jedoch sind die Ursachen dafür unterschiedlich.
Die Isolation beschreibt isolierende Mechanismen, die bei den Individuen selbst liegen, während die Separation isolierende Mechanismen beschreibt, die nicht von den Individuen ausgehen. Dies bezieht sich auf geomorphologische oder klimatische Veränderungen, welche die Biotope der betroffenen Population räumlich trennen.
Die Separation ist also eine notwendige, aber nicht hinreichende Voraussetzung für die Artbildung.
Beispiele dafür sind die durch Plattentektonik verursachte Bildung von Gebirgen oder Meeren. Solche Veränderungen der Landstruktur können dann klimatische Veränderungen zur Folge haben, wie die Entstehung von Flüssen oder Wüsten, die wiederum eine räumliche Trennung zur Folge haben.
Bei der Isolation halten sich die reproduktiv voneinander getrennten Populationen noch im selben Biotop auf. Um terminologisch präzise zu sein, darf man also nicht von einer geographischen Isolation reden, sondern maximal von einem geographischen Isolationsmechanismus oder man verwendet einfach das Wort Separation.